# Северен белобуз гибон
Северният белобуз гибон (Nomascus leucogenys) е вид бозайник от семейство Гибони (Hylobatidae). Видът е критично застрашен от изчезване.

## Разпространение и местообитание
Разпространен е във Виетнам и Лаос.